# Fabrizio Bartoletti
Fabrizio Bartoletti, o Bertoletti, detto anche Francesco (Bologna, 7 settembre 1587 – Lendinara, 30 marzo 1630), è stato un anatomista e filosofo italiano.
A Bologna studiò lettere, poi filosofia e medicina (allievo di Giulio Cesare Claudino); si laureò il 26 marzo 1613, subito gli fu affidata una cattedra di logica per tre anni. Il 13 agosto 1616 divenne lettore di chirurgia e anatomia, che tenne leggendo opere galeniche quali De vulneribus, De ulceribus, De tumoribus praeter naturam.
Ferdinando Gonzaga stava progettando un ateneo, a cui invitò i più celebri professori: nel 1625 Bartoletti ottenne dallo Studium bolognese la licenza di recarsi a Mantova, potendo mantenere il posto e l'onorario al ritorno. Fu lettore a Mantova per quattro anni, dove richiamò un gran numero di studenti, specialmente tedeschi dalla università di Padova, tra cui Johann Vesling, grazie alla sua fama.
Nel 1630, per l'epidemia di peste dell'Italia settentrionale e per l'assedio imperiale, volle tornare a Bologna, ma morì lungo il percorso.
Le sue opere sono state storiograficamente distinte tra quelle reperibili e quelle andate perse; tra le prime:
- Encyclopaedia hermetico-dogmatica sive orbis doctrinarum medicarum physiologiae, hygiaenae, pathologiae, semeíoticae, et therapeuticae ad sereniss. Principem D. Ferdinandum Gonzagam Mantuae et Montisferrati ducem
- Auspicalis trium methodi demonstrativae anatomicae praecognitorum praelectio (o Praelectio Anatomica habita Bononiae e Subsellio Anatomico... ad augustiss. Principem Iulium Sabellum Cardinalem)
- Methodus in dyspnoeam seu de respirationibus libri IV cum synopsibus quibus quintus pro colophone accessit de curationibus ex dogmaticorum et hermeticorum poenu depromptis.

Le opere non reperibili, e quindi di dubbia esistenza sarebbero:
- Anatomica humani microcosmi descriptio per theses disposita ex clarissimo Amphitheatro Pisano proposita a Fabritio Bartoletto medico et philosopho in Accademia Bononiensi publice chirurgiam et anatomiam profitente ad Ser. Mag. Etrur. Ducem Cosmum Medicum
- De Hydrope pulmonum
- Anatomiae magnae partem secundam impressam esse, nondum vero publicatam
- Conclusiones anatomicae Pisis propositae, et defensae Bonon.
- vari altri manoscritti